# كالوم باترسون
كالوم باترسون  (بالإنجليزية: Callum Paterson)‏ (13 أكتوبر 1994 اسكتلندا) هو لاعب كرة قدم اسكتلندي يلعب كمدافع.

## روابط خارجية
- كالوم باترسون على موقع الاتحاد الأوربي (الإنجليزية)
- كالوم باترسون على موقع قاعدة بيانات كرة القدم.إي يو (الإنجليزية)
- كالوم باترسون على موقع ناشيونال فوتبول تيمز (الإنجليزية)
- كالوم باترسون على موقع Soccerbase.com (لاعب) (الإنجليزية)
- كالوم باترسون على موقع Soccerway.com (الإنجليزية)
- كالوم باترسون على موقع عالم كرة القدم.نت (الإنجليزية)